# Africa One
Africa One es una aerolínea privada pan-africana. Inicialmente tuvo su base en Entebbe, Uganda, con aviones alquilados a Africa One Holdings, registrados en Irlanda.
La aerolínea se encuentra en la lista de aerolíneas prohibidas en la Unión Europea.

## Destinos
Africa One inicialmente operaba con aviones DC-9 a Entebbe Uganda, Lagos y Freetown, y Banjul Gambia con dos vuelos semanales desde estas ciudades a Londres-Gatwick y Dubái mediante aviones DC-10.

## Flota
Africa One utilizaba aviones A320, DC-10 y DC-9 en sus operaciones, Africa One Congo usaba An-26 y An-32 como equipamiento de carga.

## Accidentes e incidentes
Accidente del Antonov An-26 de Africa One en 2007: un avión Antonov An-26 de carga en vuelo chárter para Malift Air se estrelló en un mercadillo en la capital de la República Democrática del Congo, Kinshasa, poco después del despegue, matando a cincuenta y una personas.
Un Antonov An-26 de carga operado por Malift Air se estrelló en una calle comercial en Kinshasa, en la República Democrática del Congo, poco después de despegar, matando a las 51 personas que iban a bordo.
- Datos: Q4689587